# Eduardo Dibós Chappuis
Eduardo Dibós Chappuis (Lima, 22 de junio de 1927-Lima, 15 de octubre de 1973) fue un político y deportista peruano. Fue alcalde de Lima de 1970 a 1973.

## Biografía
Eduardo nació el 22 de junio de 1927, en Lima, capital del Perú. Hijo del también alcalde Eduardo Dibós Dammert y de Rina Chappuis Castagnino.
En 1951, se casó con Betty Silva Block, con quien tuvo diez hijos, entre ellos: Denisse Dibós Silva, productora de teatro, y el automovilista Eduardo Dibós Silva.
Se graduó de ingeniero y estudió en el prestigioso Instituto Tecnológico de Massachusetts en 1947. Fue fundador del Instituto Peruano de Fomento Educativo, en 1962 y Presidente del Automóvil Club Peruano, ACP. Creador del Gran Premio Nacional de Carreteras "Caminos del Inca", en 1966, se llevó a cabo la primera versión aprobada por la de la junta directiva del ACP, luego del informe detallado por la comisión designada para evaluar la ruta definitiva: Lima, Huancayo, Cuzco, Juliaca, Arequipa, Lima.
En 1970, es nombrado Alcalde de Lima por el gobierno militar de Juan Velasco Alvarado. Con el objetivo de modernizar Lima y conmemorar el Sesquicentenario de la Independencia del Perú se propuso hacer un circuito de amplias avenidas en el centro histórico de Lima, abriendo la avenida de la Emancipación y los jirones Lampa y Camaná. Inauguró la “Portada China” donada por la colonia china, el 12 de noviembre de 1971 en la calle Capón. Dio impulso a la construcción del circuito de playas de la Costa Verde.
Falleció el 15 de octubre de 1973, como consecuencia a un infarto cardíaco a la edad de 46 años.

## Piloto de carrera
Propietario de un Ferrari Motorcar desde 1961, hasta enero de 1965 - 250 SWB Berlinetta S/no 03175, el cual se pensó sería el auto prototipo 250. Con este auto participó en muchas competencias de automovilismo, incluyendo el 1964 Daytona en el cual terminó 10.º en su Clase, junto a Pedro Rodríguez, Phill Hill y David Piper todos manejando máquinas superiores a 250 GTO.
También con el Ferrari, se impuso en las "6 Horas Peruanas" disputadas en el Circuito Campo de Marte de la Ciudad de Lima, en el año 1965, en pareja con Emilio Fort "De Colores". Eduardo "Chachi" Dibós, fue un gran impulsor del automovilismo en el Perú, además de ser un destacado piloto. Alternó en varias ocasiones con Friedrich 'Pitty' Block en el Porsche Carrera 6, auto con el cual ganaron en Ecuador (Circuito Yahaurcocha), Costa Rica y Panamá. En 1958 invitó al piloto norteamericano Jim Rathmann, quien ganaría las 500 Millas de Indianápolis en 1960, para que participara en el Circuito de Atocongo (Román Balta) convirtiéndose en aquella ocasión en el ganador absoluto de aquella prueba, en un coche Ford del año. "Chachi" Dibós, también intervino en aquella competencia con un coche similar al del norteamericano. En sus inicios "Chachi" Dibós, fue un gran motociclista alternando en muchas ocasiones con Cristhian Brahms, Teodoro Roth y Octavio Mavila.
En 1959, tuvo una breve participación en la categoría norteamericana NASCAR, corriendo en la primera edición de las 500 Millas de Daytona con un Ford Thunderbird del año, bajo el patrocinador PERU; sin embargo, terminó abandonando en la vuelta 44 debido a problemas con la suspensión. Su compatriota, Raúl Cillóniz, tuvo un poco más de suerte, al terminar en el puesto 12, por delante de seis pilotos que luego entrarían al Salón de la Fama de NASCAR.
Un tiempo después, de nuevo en Daytona, la Firecracker 250, Eduardo Dibós clasificó en una más que destacable tercera posición, y en carrera obtuvo su mejor resultado acabando quinto, y siendo el primer no nacido en Estados Unidos en lograr dicha hazaña.
Cabe resaltar que, tanto Eduardo como Raúl, fueron los dos primeros latinoamericanos en la categoría estadounidense.